# Meerkleurendrukwerk
Meerkleurendrukwerk is drukwerk dat bestaat uit meer dan één kleur. Tijdens het drukken worden kleuren aangebracht met gekleurde inkt. Met één kleur wordt niet enkel zwart bedoeld, zoals bij zwart-witfoto's. Druk in één willekeurige kleur is eenkleurdrukwerk.
Veel gedrukte foto's, tekst en tekeningen omvatten een scala aan kleuren, die dan met een drukpers worden weergegeven door gerasterde kleurpartijen (deelbeelden).

## Procedé
De vier kleurpartijen die nodig zijn om alle kleuren in verschillende partijen weer te geven, zijn cyaan (C), magenta (M), geel (Y) en zwart (K). Deze al dan niet gerasterde beeldpartijen worden gedrukt onder een verschillende rasterhoek (M 15°, K 45°, C 75° en Y 90°) om moirévorming te voorkomen.
In de kleurenleer zijn de kleuren cyaan, magenta, geel en zwart de tegenovergestelde waarden van de kleuren van het licht: rood, groen en blauw of RGB. Binnen fotoverwerkingsprogramma's, zoals Adobe Photoshop, wordt een beeld bekeken en bewerkt in RGB (meestal op een computerscherm) en daarna, in hetzelfde programma, omgezet naar CMYK voor druk.
Drukwerk wordt gerealiseerd door het feit van wél of geen inkt op papier. Om dit euvel op te vangen, worden beelden gerasterd. Zou dit niet gebeuren en voor elke kleurentint een drukinkt en drukgang worden gebruikt, dan wordt drukwerk onbetaalbaar.
Bij een vierkleurendrukwerk kan een extra kleur worden toegevoegd. Deze kleur kan niet ingebed worden door het rasteren, omdat deze extra drukgang vooral gebruikt wordt voor een goud- of zilverpartij.

## Geschiedenis
Het Book of St. Albans, eigenlijk The Bokys of Haukyng and Huntyng; and also of coot-armuris geheten, een Engelse uitgave uit 1486, is voor zover bekend het eerste boek in kleurendruk.
- Nationale Bibliotheek van Tsjechië: ph945747